# Ergün Demir
Pour les articles homonymes, voir Demir.
 (avril 2013).
Ergün Demir né le 10 décembre 1969 à Giresun en Turquie, est un acteur franco-turc de théâtre et de télévision. Rendu célèbre pour son interprétation d'Ali Kemal Evliyaoğlu dans la série turque Binbir Gece (Mille et Une Nuits). Sa famille émigre en France en 1974. Ergun a joué cinq ans dans l'Olympique inférieure. Après une première expérience dans le théâtre à l'âge de 10 ans dans Le Petit Prince de Saint-Exupéry, il se prend de passion pour la comédie. Formé au metier d'acteur successivement par Frédérice Rose, Jacques Kraemer et Jean Darnel, il collabore au théâtre avec Marguerite Marie Lozach (Bérénice » de Racine), Emmanuelle Meyssignac, Jean-Pierre Vincent (Mithridate, opéra de Mozart); au cinéma avec Pierre Jolivet (Ma petite entreprise); pour la télévision avec Maurice Verges (PJ). 
Décidé à faire du cinéma sa priorité, en 2005 il retourne en Turquie. Sa rencontre avec Atif Yılmaz à Istanbul sera déterminante, puis il commence à enseigner le théâtre  au sein d’« Ekol Drama Sanat Evi » en compagnie de son amie et mentor Ayla Algan. De 2005 à 2006, il représente les théâtres de la ville d'Istanbul en Europe et rencontre Marcel Bozonnet, administrateur de la Comédie-Française (« Maison de Molière »), pour permettre à la fameuse compagnie de venir se produire en Turquie. 
Au théâtre qu’il  ne néglige pas, Ergün Demir incarnera progressivement Chérubin dans le Mariage de Figaro de Beaumarchais (2010), puis Haci Bogos dans l'œuvre d'Erol Toy « Pir Sultan Abdal » (2011). Une tournée européenne avec notamment une représentation au théâtre du gymnase « Marie Bell » à Paris sera un véritable succès.
Ergün Demir anime une émission culturelle « Maksat Sanat » (« Le but de l’art ») pour la télévision turque BEA TV depuis juin 2011.
En 2015, fort du succès de la série Mille et une nuits en Argentine, il devient une figure de la "farandula" (milieu argentin du spectacle) et participe à de nombreux programmes télévisés, dont une saison complète de Show Match de Marcelo Tinelli (équivalent local de Dancing With The Star), Almorzando con Mirta Legrand (repas entre célébrités), ou encore Esto es el Show (People). Il y apparaît toujours avec sa traductrice Jazmín Natour avec qui il forme un duo inséparable.

## Filmographie
- 2011 – Arka Sokaklar - Rôle : Kenan Tolunay. Erler film
- 2010 – Neden Silah - Rôle principal. Arha production
- 2010 - Es Еs - Rôle : Kudret. Timms production
- 2006-2009 - "Binbir gece" Mille et Une Nuits - Rôle : Ali Kemal Evliyaoğlu. TMC production
- 2006 - Haci - Rôle : Commissaire Halit Ergüder
- 2005 - "Askin zaferi", Тriomphe de l’amour - Rôle : Birol
- 2004 - "Parmak izi" Empreintes digitales - Rôle : Sami

## Théâtre
- 2011 "Pir sultan abdal" compagnie SAKM. Role : Haci bogos
- 2009 "Le mariage de Figaro" compagnie Tiyatro kedi. Role : Chérubin
- 2000 "Mitridate Re di Ponto" Direction: Jean Pierre Vincent. Role: confident de Sifare
- 1998 "Bérénice" Direction: Marguerite Marie Lozac'h. Role : Antiochus

## Sources
1. 1 2  Ergün Demir, un artiste-né février 2009